# Beyarslania insolens
Beyarslania insolens – gatunek błonkówki z rodziny męczelkowatych, jedyny przedstawiciel rodzaju Beyarslania.

## Zasięg występowania
Afryka i Półwysep Arabski. Notowany w Południowej Afryce, Rwandzie i Jemenie. Osobniki pochodzące z Rwandy i Jemenu różnią się (głównie ubarwieniem) od tych z RPA i mogą należeć do osobnego, jeszcze nie opisanego, gatunku.